# بالاتر از خطر (فیلم ۱۳۷۵)
بالاتر از خطر فیلمی به کارگردانی سعید عالم‌زاده و نویسندگی جابر قاسمعلی و معین حکمی، محصول سال ۱۳۷۵ است.

## خلاصه داستان
مسعود که در خارج از کشور زندگی می‌کند، برای معامله مقداری ارز تقلبی خواهرش را درگیر می‌کند؛ اما با کشته شدن خواهرش، پای پلیس به ماجرا باز می‌شود...

## بازیگران
- فریبرز عرب‌نیا در نقش مسعود
- حسن جوهرچی در نقش امیر
- احمد نجفی در نقش سرهنگ
- ژاله صامتی در نقش میترا
- محمد شیری
- سعید پیردوست
- پروین میکده
- حسین معلومی در نقش نادر
- حسن رضایی در نقش صفدر
- میرمحمد تجدد
- سمیرا سیاح در نفش مریم
- حمیدرضا تاج دولتی
- لوریک میناسیان
- صدیف آرمیده
- علی قلی‌زاده
- اسماعیل آقاجانی
- هادی محمودی
- هوشنگ قنواتی‌زاده
- حسین سلطانی
- بهمن سلطانی
- محسن پارساییان
- محمدرضا شادروح
- مهدی علی‌زاده
- محسن وهاب پور
- ابراهیم سعیدی
- مهدی رضایی
- مهرداد روح‌الهی
- علیرضا شیخ ریحانی
- حمید رستگار
- سعیده عرب
- محمود بهشتی فیروزآبادی
- ساسان قجر
- صالح کمانگیر
- شادی شایان‌فر
- سبحان مسافرچی
- نجات علیمرادی